# Pothyne semiaulaconotus
Pothyne semiaulaconotus là một loài bọ cánh cứng trong họ Cerambycidae.